# Ormánd (településrész)
Ormánd a Baranya vármegyei Hosszúhetény településrésze a falu délnyugati részében, valamikor önálló település volt.

## Neve

### Kapcsolat az Ormánsággal
Nevében ugyanaz a szó van, mint a délebbre fekvő Ormánságéban, amelyhez egyes kutatók szerint etnikai és kulturális szálak fűzhették. A szót a „hegycsúcs”, „hegytető”, vagy „lápos terület” jelentésű finnugor eredetű orom, ormágy, vagy ormány szavakból, vagy a török orman ("erdő") szóból származtatják. A finnugor etimológia szerint az Ormánság első lakói a vizes területekből kiemelkedő ormákra építkeztek, a terület a honfoglalás korában erdőség volt.
Az Ormánság keleti szegélyén 1289-ben még létezett egy ugyancsak Ormánd nevű falu. Mivel a Hetény helynév az Ormánságban és Szlavóniában szintén előfordul a Mecseken kivül, Pesti János feltételezése szerint ezeken a helyeken lehetett a Hetény nemzetség szállásterülete, és a mai Hosszúhetény környékén lehetett a téli szállásterület."Az Árpád-kori Hetény lakossága és az ormánsági etnikum azonos lehetett" - irta Pesti János. Pesti János azonos tájszavakat is talált: kuku (tojás), kapinya, kabak, tukó, merögje, keszőce, dombéroz, bévöd-este, budoga stb. Felfedezett azonosságokat a két táj népzenei és tárgyi hagyományaiban is.

### AHosszúhetényi szótárban
A Hosszúhetényi szótár szerint az Ormánd helynévben szereplő orom (vagy urom, urma) szó helyi jelentése hegytető, dombtető. Más hosszúhetényi helynév is őrzi: Balázsorma, vagy Balázsurma.

### Jelenlegi neve
A településrész jelenlegi hivatalos neve Ormándi utca, a helyi nyelvhasználat azonban őrzi külön település voltát. A helyiek nem azt mondják, hogy "az Ormándi utcában", hanem hogy "Ormándon", "ormándi".

## Története
Egy 2009-ben végzett ásatás szerint Ormándot már a kőkorszakban is lakták. Újkőkorszaki épületek és agyagbányák maradványaira is rábukkantak. A középső bronzkori tumulus kultúra idején (Kr. e.. 1600 és 1200 között) egy olyan tipusú település volt itt, amilyent sehol máshol nem találtak.
Az 1015-ben Szent István király által létrehozott pécsváradi bencés kolostor alapitólevele emliti először (mint villa vrmandy), Heténnyel együtt, amellyel a 18. században olvadt össze.  1687-ben még önálló faluként írták össze. Reuter Camillo szerint "a falu az ezzel (Heténnyel) szomszédos „Puszta" dűlőben feküdt, ahol sok cserépedény törmelék kerül elő."
A török hódoltság idején is lakott volt, amikor pedig sok kis falu pusztult el a Mecsekben.
Szerepel azon zengőaljai települések közt, amelyeket még Szigetvár 1566-os török ostroma előtt Horváth Márk várkapitány vont a szigeti vár befolyása alá, és amelyek adót fizettek a várnak.

## Megközelítése, fekvése
Teljes hosszában végigfolyik rajta Hosszúhetény patakja. Két fő részből áll. Felső részét híd köti össze Hosszúhetény Fő utcájával (a 6547-es úttal), itt mindkét házsor a patak túloldalán van. Alsó, mélyebben fekvő része egy erdővel fedett domb aljában helyezkedik el, itt a patak mindkét oldalán vannak házak.
Három felől megközelíthető: a hídon át, a Hosszúhetényt elkerülő 6541-es út Pécs felé eső végszakaszáról, és egy lefelé tartó úton a falutábla közelében a Pécs felé tartó úton.

## Nevezetességei
Valamikor Ormándon a patak mentén számos malom volt. Közülük csak kettő maradt fenn, mindkettő szépen rendbehozott, jelentős épület. Az egyik a 19. századi, malométteremmé alakított ICOMOS-díjas, Pelényi Margit tervezte Almalomb étterem, amely a malomberendezést is bemutatja.

## A folklórban
Ormánd határában, a domboldalon állt a Farkaskereszt, amelynek az a legendája, hogy itt menekültek meg gyerekek és asszonyok a farkasok elől, akik ide már nem merték őket üldözni.
A monda szerint az Ormánd feletti Máltetőről figyelte egyszer a pandúrokat Patkó Bandi, a legendás betyár.